# Уайт, О’Брайан
О’Бра́йан Уа́йт (англ. O'Brian White; 14 декабря 1985, Очо-Риос, Ямайка) — ямайский футболист, нападающий.

## Карьера

### Молодёжная карьера
В 2005—2008 годах Уайт обучался в Коннектикутском университете по специальности «Научные коммуникации» и играл за университетскую футбольную команду «Коннектикут Хаскис» в Национальной ассоциации студенческого спорта. По итогам 2007 года Уайт удостоился Херманн Трофи, приза лучшему игроку студенческого футбола США.

### Клубная карьера
15 января 2009 года на Супердрафте MLS Уайт был выбран под общим четвёртым номером клубом «Торонто». Его профессиональный дебют состоялся 25 июля 2009 года в матче против «Коламбус Крю». 15 августа 2009 года в матче против «Ди Си Юнайтед» он забил свой первый гол в профессиональной карьере.
24 ноября 2010 года на Драфте расширения MLS Уайта выбрал клуб «Ванкувер Уайткэпс», который в тот же день обменял его в «Сиэтл Саундерс» на распределительные средства. За «Саундерс» он дебютировал 15 марта 2011 года в матче первого тура сезона против «Лос-Анджелес Гэлакси». 2 апреля 2011 года в матче против «Сан-Хосе Эртквейкс» забил свой первый гол за «Саундерс».
27 апреля 2011 года Уайт перенёс операцию по удалению тромба в левой ноге.
22 марта 2012 года «Сиэтл Саундерс» объявил о выкупе контракта Уайта, выполнив свои финансовые обязательства, чтобы он далее не занимал место в составе и не получал заплату из фонда заработной платы. Игрок остался в Сиэтле и продолжил послеоперационную реабилитацию вместе с клубом.

### Международная карьера
Уайт представлял Ямайку на уровне сборных до 15 лет, до 17 лет и до 20 лет. За первую сборную Ямайки дебютировал 17 ноября 2010 года в товарищеском матче со сборной Коста-Рики.

## Достижения
Командные
 «Торонто»
- Победитель первенства Канады: 2010

## Статистика выступлений
| Выступление      | Выступление      | Выступление      | Лига | Лига | Плей-офф | Плей-офф | Кубок | Кубок | ЛЧ КОНКАКАФ | ЛЧ КОНКАКАФ | Итого | Итого |
| Клуб             | Лига             | Сезон            | Игры | Голы | Игры     | Голы     | Игры  | Голы  | Игры        | Голы        | Игры  | Голы  |
| ---------------- | ---------------- | ---------------- | ---- | ---- | -------- | -------- | ----- | ----- | ----------- | ----------- | ----- | ----- |
| Торонто          | MLS              | 2009             | 24   | 2    | —        | —        | 0     | 0     | 2           | 0           | 26    | 2     |
| Торонто          | MLS              | 2010             | 9    | 2    | —        | —        | 3     | 0     | 7           | 0           | 19    | 2     |
| Торонто          | Итого            | Итого            | 33   | 4    | —        | —        | 3     | 0     | 9           | 0           | 45    | 4     |
| Сиэтл Саундерс   | MLS              | 2011             | 7    | 2    | 0        | 0        | 0     | 0     | 0           | 0           | 7     | 2     |
| Сиэтл Саундерс   | MLS              | 2012             | 0    | 0    | 0        | 0        | 0     | 0     | —           | —           | 0     | 0     |
| Сиэтл Саундерс   | Итого            | Итого            | 7    | 2    | 0        | 0        | 0     | 0     | 0           | 0           | 7     | 2     |
| Всего за карьеру | Всего за карьеру | Всего за карьеру | 40   | 6    | 0        | 0        | 3     | 0     | 9           | 0           | 52    | 6     |

Источники: Transfermarkt, Soccerway, MLSsoccer.com